# Postav
Postavul este o stofă groasă de lână, folosită pentru uniforme militare, pături, paltoane, mantale, uniforme etc.
Postavul era cel mai des folosit la confecționarea paltoanelor.